# New Holland Agriculture
New Holland Agriculture je globalni proizvajelec traktorjev in drugih kmetijskih strojev. Sedež podjetja je v Torinu v Italiji. New Holland Agriculture je v lasti konglomerata CNH Industrial. Podjetje proizvaja traktorje, kombajne, sejalnike, balirnike, stroje za silažo, stroje za obiranje grozdja in drugo opremo.
Prvotno podjetje New Holland Machine Company je bilo ustanovljeno leta 1895 v Pensilvaniji, ZDA. V 1970ih ga je prevzelo Sperry Corporation, kasneje leta 1986 Ford Motor Company in leta 1991 Fiat. Od leta 1999 naprej je New Holland del korporacije CNG Global, ki je sam del CNH Industrial. CNH ima tudi v lasti New Holland Construction, ki proizvaja gradbeno opremo.
New Holland ima po svetu 18 tovarn in 6 skupnih podjetij. Prisoten je v 170 državah 
New Holland je v svoje stroje uvedel veliko novosti: 
- ABS SuperSteer sistem & Intelligent Trailer Braking System
- Opti-Fan sistem
- IntelliFill sistem
- Super Steer sistem
- Moisture sensing sistem
- Sensitrak 4WD management
- On the move bale weighting system
- Edgewrap sistem
- Grain Cam sistem
- Opti-Clean cleaning shoe
- Sidewinder
- Crop ID
- Synchroknife